# ヴァルラム2世 (リンブルフ伯)
ヴァルラム2世（Walram II., 1085年ごろ - 1139年8月6日）は、リンブルフ伯およびアルロン伯（在位：1119年 - 1139年）。また、ドイツ王ロタール3世より1128年に下ロートリンゲン公に任ぜられた。

## 生涯
ヴァルラム2世はリンブルフ伯・下ロートリンゲン公ハインリヒ1世とアーデルハイト・フォン・ポッテンシュタインの息子である。父ハインリヒはハインリヒ5世が王位についた際に、ルーヴェン伯ゴドフロワ1世に公位を渡すことを余儀なくされたが、公爵の称号は保持していた。その後、ロタール3世の即位により、ゴットフリート1世は下ロートリンゲン公位をヴァルラムに譲ることを余儀なくされた。しかしゴットフリート1世はこれに不満を持ち、特にシント＝トロイデン修道院のフォークトであったドゥラス伯に関する対立において戦争が勃発した。1129年、ヴァルラムとリエージュ司教アレクサンドル1世・フォン・ユーリヒは、ドゥラス近くのウィルデレンでゴットフリート1世の軍を破ったが、ブラバント家とドゥラス家はその後、3年後に合意に達するまで戦いを続けた。ヴァルラムとゴットフリート1世は最終的に和解したが、ゴットフリート1世は公爵の称号を使い続けた。

## 結婚と子女
ヴァルラム2世は1107年から1110年の間に、ゲルデルン伯ゲルハルト1世の娘ユッタ・フォン・ヴァッセンベルクと結婚した。1129年、ヴァルラム2世はデュースブルクの森林監督官となった。1139年、ロタール3世が死去し、ヴァルラム2世はコンラート・フォン・ホーエンシュタウフェンを支持し、コンラートは王に選ばれた。ヴァルラムはその後まもなく亡くなるまで、新王に忠実であり続けた。ヴァルラムの死後、下ロートリンゲン公位にはルーヴェン伯ゴドフロワ2世がついた。
ヴァルラム2世とユッタの間には以下の子女が生まれた。
- ハインリヒ2世（1111年頃 - 1167年） - リンブルフ公[4]
- ゲルハルト - 出自不明のエリーザベトと結婚し、1子ゲルハルト（1148年生）が生まれた
- ベアトリクス（1164年以降の7月12日没） - ラウレンブルク伯ループレヒト1世（ナッサウ家祖）と結婚
- ヴァルラム（1147年1月5日没）[4]
- 娘（1150/51年没） - テクレンブルク伯エクベルトと結婚